# فهرست دانشمندان و پژوهشگران عرب پیشامدرن

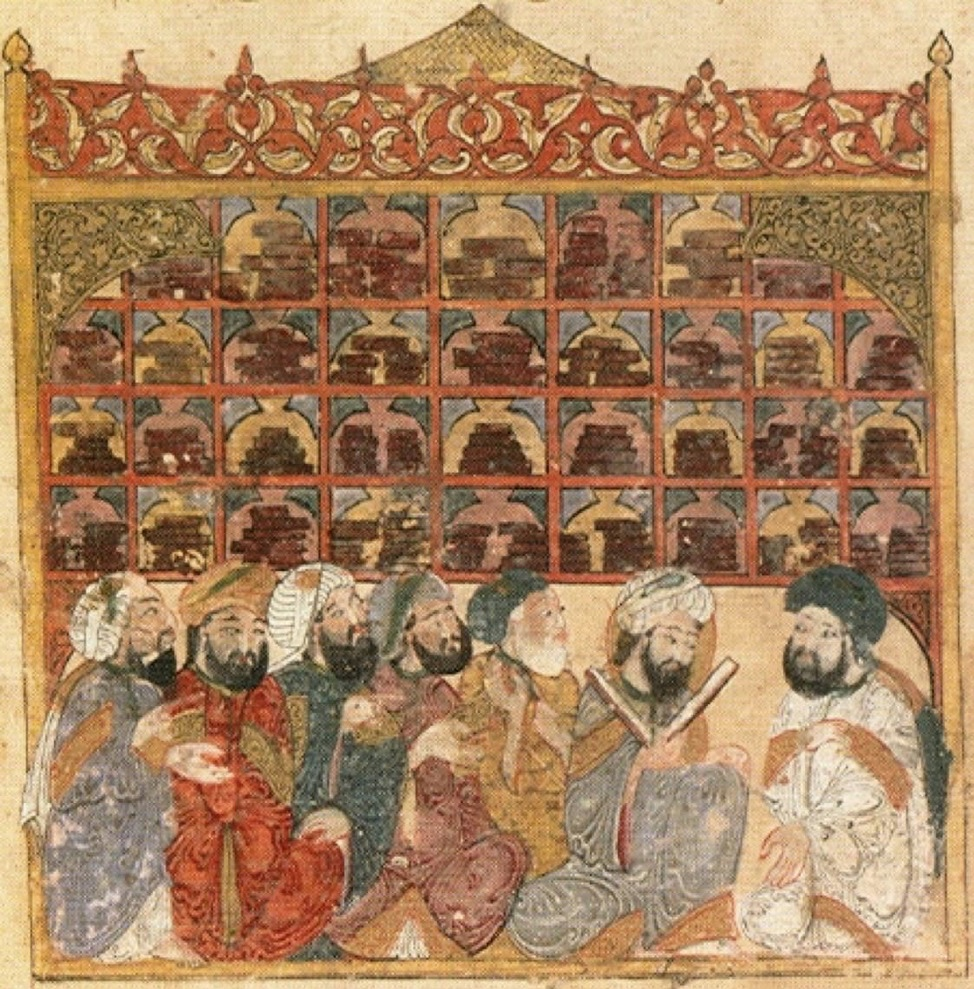
علمای عرب در یک کتابخانه عباسی در بغداد. مقامات الحریری، ۱۲۳۷

فهرست دانشمندان و پژوهشگران عرب پیشامدرن (به انگلیسی: List of pre-modern Arab scientists and scholars) عرب جهان اسلام، از جمله اندلس (اسپانیا)، که از دوران باستان تا آغاز عصر مدرن می‌زیسته‌اند که عمدتاً از دانشمندان در طول قرون وسطی تشکیل شده‌است. برای فهرستی از دانشمندان و مهندسان معاصر عرب رجوع کنید به: فهرست دانشمندان و مهندسان عرب مدرن
هر دو نام عربی و لاتین ذکر شده‌است. از مقالات نامگذاری عربی زیر برای نمایه سازی استفاده نمی‌شود:
- ال - the
- ابن، بن، بانو - پسر
- ابو، ابی - پدر، یکی با

## آ
- آپولودور دمشقی (دمشق، ۵۰-۱۳۰، معمار، مهندس، طراح
- ابراهیم زرقالی (تولدو، ۱۰۲۹–۱۱۰۰، کوردویا)، سازنده ادوات نجومی عرب، ستاره‌شناس
- ابن ابی عاصم (بصره، ۸۲۱–۹۰۰، اصفهان)، عالم، مشهور به کارش در علم حدیث
- ابوالقاسم علی بن حسین شریف حسینی علوی (درگذشت ۹۸۵، بغداد)، منجم، اخترشناس
- ابن الابار (والنسیا، ۱۱۹۹–۱۲۶۰، تونس)، مورخ، شاعر، سیاستمدار، متکلم، محقق
- ابن الاکفانی (سنجار، ۱۲۸۶–۱۳۴۸، قاهره)، دایرةالمعارف، طبیب عرب
- ابن الحاج العبدری (۱۲۵۰–۱۳۳۶)، ادیب عالم، متکلم
- ابن الدریهم (۱۳۱۲–۱۳۵۹/۶۲)، رمزشناس
- ابن العدیم حلب، ۱۱۹۲–۱۲۶۲، مصر)، شرح حال‌نویس، مورخ
- ابن العوام (سده دوازدهم، زادۀ سویل)، کشاورز، گیاه‌شناس
- ابن الفرات (۱۳۳۴–۱۴۰۵)، مورخ
- ابن باجه (۱۰۸۵، ساراگوسا –۱۱۳۸، فاس مراکش)، فیلسوف، ستاره‌شناس، طبیب
- ابن بسام (۱۰۵۸، سانتاری، پرتغال –۱۱۴۷)، شاعر، مورخ
- ابن بصال (زادهٔ ۱۰۸۵، تولدو، اسپانیا)، گیاه‌شناس، زراعت‌شناس
- ابن بطلان (۱۰۳۸، بغداد – ۱۰۷۵)، طبیب مسیحی عرب
- ابن بنای مراکشی (۱۲۵۶، مراکش – ۱۳۲۱)، ریاضیدان، منجم، دانشمند اسلامی، صوفی، منجم
- ابن بیطار (۱۱۹۷، مالاگا – ۱۲۴۸، دمشق)، داروساز، گیاه‌شناس، طبیب
- ابن حجر هیتمی (۱۵۰۳–۱۵۶۶)، فقیه، متکلم
- ابن حوقل (۹۴۳–۹۶۹)، نویسنده، جغرافیدان، وقایع‌نگار
- ابن دحیة الکلبی (۱۱۵۰، والنسیا –۱۲۳۵، قاهره)، دانشمند زبان عربی، معارف اسلامی
- ابن درید (۸۳۷، بصره –۹۳۴، بغداد)، جغرافیدان، نسب‌شناس، شاعر، فیلسوف
- ابن دقیق العید (۱۲۲۸، ژانویه –۱۳۰۲)، عالم اسلام در مبانی حقوق اسلامی، مرجعی در مدرسه حقوقی [شافعی]
- ابن عبدالحکم (۸۰۳–۸۷۱)، مورخ مصری
- ابن عدلان (۱۱۸۷، موصل –۱۲۶۸، قاهره)، رمزنگار، شاعر
- ابن عربی (۱۱۶۵، مورسیه –۱۲۴۰، دمشق)، محقق، فیلسوف اسلامی
- ابن فارض (حدود ۱۱۸۱–۱۲۳۴)، شاعر، نویسنده، فیلسوف عرب
- ابن کثیر فرغانی (درگذشت ۸۸۰)، ستاره‌شناس، معروف به لاتین آلفارگانوس
- ابن هَبَل (۱۱۲۲–۱۲۱۳)، طبیب، دانشمند، مؤلف یک خلاصه پزشکی
- ابن هشام (درگذشت ۸۳۵)، مورخ، شرح حال
- ابن هیثم (۹۶۵–۱۰۴۰)، فیزیکدان، ریاضیدان
- ابوالاسود دؤلی (۶۰۳–۶۸۹، بصره)، دستور زبان
- ابوالحسن اشعری (۸۷۴، بصره –۹۳۶، بغداد)، فیلسوف، عالم شافعی، متکلم
- ابوالحسن بنکاری (۱۰۱۸–۱۰۹۳)، فیلسوف، متکلم، فقیه
- ابوالحسن بیهقی (۱۰۹۷–۱۱۶۹)، منجم، مورخ
- ابوالعباس حجازی (سده دوازدهم)، جهانگرد، بازرگان، دریانورد
- ابوالفضل جعفر بن علی دمشقی (سده دوازدهم)، نویسنده، اقتصاددان
- ابوالفضل عبدالواحد تمیمی (۸۴۲، حجاز –۱۰۳۴، بغداد)، قدیس، عارف صوفی
- ابوالمحاسن یوسف الفاسی (۱۵۳۰–۱۶۰۴)، قدیس صوفی
- ابوبکر العیداروس (۱۴۴۷، تریم –۱۵۰۸، عدن)، عالم دینی تصوف
- ابوبکر بن العربی (۱۰۷۶، سویل –۱۱۴۸)، محقق اسلامی، قاضی حقوق مالکی
- ابوجعفر الغافقی (درگذشت ۱۱۶۵)، گیاه‌شناس، داروشناس، طبیب، دانشمند عرب
- ابوعبید البکری (۱۰۱۴، اوئلوا –۱۰۹۴، قرطبه، اسپانیا)، جغرافیدان، مورخ
- ابوعمرو بن العلاء (۶۸۹، مکه –۷۷۰) زبان‌شناس، صرف، نحو
- ابوکامل شجاع بن اسلم (۸۵۰–۹۳۰)، ریاضیدان
- ابومحمد همدانی (۸۹۳–۹۴۵)، جغرافیدان، مورخ، ستاره‌شناس
- ابن‌عباس (۶۱۹، مکه –۶۸۷، طائف)، فقیه، متکلم
- احمد المهاجر (۸۷۳، بصره –۹۵۶، الحسیسه)، عالم، مدرس
- احمد بن ابی‌بکر الزهری (۷۶۷، مدینه –۸۵۶)، فقیه مالکی
- احمد بن حنبل (۷۸۰، بغداد –۸۵۵، بغداد)، متکلم، زاهد، اهل حدیث
- احمد بن علی البونی (درگذشت ۱۲۲۵)، نویسنده، ریاضیدان
- ابن فضلان (سده دهم)، نویسنده، جهانگرد، عضو سفارت خلیفه بغداد در بلغارهای ولگا
- احمد بن یوسف (۸۳۵، بغداد –۹۱۲، قاهره)، ریاضیدان
- اخفش اکبر (درگذشت ۷۹۳، بصره)، دستور زبان عربی
- اشرف عمر دوم (۱۲۴۲، یمن –۱۲۹۶، یمن)، ستاره‌شناس، حاکم یمن
- الاسمایی (۷۳۹، بصره –۸۳۱، بصره)، پیشگام جانورشناسی، گیاه‌شناسی، دامپروری
- الباجی (۱۱۵۶، بیجا – ۱۲۳۱، سیدی بوسعید)، عارف، عالم صوفی
- الباقلانی (درگذشت ۱۰۱۳، زادۀ بصره)، متکلم، عالم، وکیل مالکی
- البلاذری (۸۲۰، بغداد –۸۹۲، بغداد)، مورخ
- الحمیدی اندلسی (۱۰۲۹–۱۰۹۵)، مورخ
- الدخوار (۱۱۷۰، دمشق –۱۲۳۰)، طبیب
- امیر کلال (۱۲۷۸، بخارا –۱۳۷۰، سوخار، بخارا)، عارف، عالم صوفی
- بتانی (۸۵۰، حرّان –۹۲۹، سامرا)، ستاره‌شناس، ریاضیدان
- بهلول (درگذشت ۸۰۷، زادۀ بغداد)، قاضی، عالم
- جینیثلیوس (سده سوم)، سوفسطایی‌گری، بلاغت از پترا
- حارث بن کلده ثقفی (درگذشت ۶۳۴–۳۵)، پزشک
- حارث محاسبی (۷۸۱–۸۵۷)، فیلسوف، متکلم، عالم صوفی
- حربی الحمیری (سده هشتم)، کیمیاگر
- حسن رماح (درگذشت ۱۲۹۵)، شیمیدان، مهندس
- حفصه بنت سیرین (۶۵۱–۷۱۹)، دانشمند اسلام
- حمدالله مستوفی (۱۲۸۱ قزوین –۱۳۴۰ قزوین)، جغرافیدان، مورخ
- حنین بن اسحاق (۸۰۹–۸۷۳)، دانشمند، پزشک، دانشمند مسیحی عرب
- خالد بن یزید (درگذشت ۷۰۴، حمص)، شاهزاده، کیمیاگر اموی
- فراهیدی (حدود ۷۱۸–۷۹۱)، نویسنده، لغت‌شناس، مؤلف نخستین فرهنگ لغت زبان عربی، کتاب العین
- داوود الطائی (۱۳۴۴–۱۴۰۵)، محقق اسلامی، عارف صوفی
- داوود انطاکی (زادۀ ادلب – درگذشته ۱۵۹۹، مکه)، طبیب، داروساز
- شمس‌الدین انصاری دمشقی (۱۲۵۶، دمشق –۱۳۲۷، صفد)، جغرافیدان
- احمد بن عربشاه (۱۳۸۹، دمشق –۱۴۵۰، مصر)، نویسنده، جهانگرد
- بهاءالدین محمد عاملی (۱۵۴۷، بعلبک -۱۶۲۱، اصفهان)، فیلسوف، معمار، ریاضیدان، ستاره‌شناس
- ضیاءالدین مقدسی (۹۱۸، دمشق –۹۹۵)، عالم حنبلی
- عایشه باعونیه (۱۴۰۲–۱۴۷۵)، زن عرب صوفی استاد، شاعر
- عایشه (۶۱۳، مکه –۶۷۸، مدینه)، محقق اسلامی، راوی حدیث، دارای دانش در شعر، طب
- عبدالحمید الکاتب (درگذشت ۷۵۶)، مؤسس نثر عربی
- اوزاعی (۷۰۷، بعلبک –۷۷۴، بیروت)، فقیه، متکلم
- عبدالسلام بن مشیش العلمی (۱۱۴۰، جبل عامل –۱۲۲۷، جبل عامل)، عالم دینی تصوف
- عبدالطیف بغدادی (۱۱۶۲، بغداد –۱۲۳۱، بغداد)، طبیب، مورخ، مصرشناس، جهانگرد
- عبدالعزیز یمنی تمیمی (۸۱۶، یمن –۹۴۴، یمن)، قدیس، عالم صوفی
- عبدالغنی مقدسی (۱۱۴۶، جماعین –۱۲۰۳)، محقق اسلامی، محدث
- عبدالقاهر بغدادی (۹۸۰، بغداد –۱۰۳۷، اسفراین)، ریاضیدان
- عبدالله القیسی (درگذشت ۸۸۵، زادۀ اسپانیا)، فقیه، متکلم مسلمان
- عبدالله بن اباض (درگذشت ۷۰۸ بصره)، راوی حدیث، متکلم
- عبدالله بن علوی الحداد (۱۶۳۴، تریم، یمن –۱۷۲۰، تریم)، قدیس، فقیه صوفی
- عبدالله بن عمر (۶۱۰، مکه –۶۹۳، مکه)، محقق اسلامی، راوی حدیث
- ابن الاثیر (۱۱۶۰، جزیره –۱۲۳۳، موصل)، مورخ، شرح حال‌نویس
- علامه حلی (۱۲۵۰–۱۳۲۵)، متکلم شیعه دوازده‌امامی
- علی ابن ابی‌الرجال (درگذشت ۱۰۳۷)، منجم مشهور به سبب کتاب البارع فی احکام النجوم
- علی الرضا (۷۶۵، مدینه –۸۱۸، توس ایران)، محقق، متکلم اسلامی
- علی الهادی (۸۲۹، مدینه –۸۶۸، سامرا)، محقق اسلامی
- علی بن المدینی (۷۷۸، بصره –۸۴۹، سامرا)، محقق، سنت‌شناس
- علی بن جعفر صادق (سده هفتم، زادۀ مدینه)، عالم مسلمان
- علی بن رضوان (۹۸۸، جیزه –۱۰۶۱، بغداد)، منجم، هندسه‌شناس با خالد بن عبدالملک
- علی بن عیسی کحال (ج ۱۰۱۰)، چشم‌پزشک
- علی (۶۰۱، مکه–۶۶۱ نجف)، دستور زبان عربی، بلاغت، متکلم، تفسیر، عرفان
- عمار موصلی (سده دهم، زادۀ موصل)، چشم‌پزشک
- فاطمه فهری (۸۰۰، قیروان –۸۸۰)، حامی علم، مؤسس دانشگاه قرویین در فاس، مراکش
- فاطمه بنت موسی (۷۹۰–۸۱۶)، متکلم، قدیس
- الغسانی (۱۵۴۸–۱۶۱۰)، طبیب
- قزما ودامیان (درگذشت ۲۸۷، یومارتالیک)، طبیب، قدیس عرب
- کالینیکوس (سده سوم)، مورخ، سخنران، بلاغت، سوفسطایی
- کمال‌الدین دمیری (۱۳۴۴، قاهره –۱۴۰۵، قاهره)، جانورشناس
- الغافقی (درگذشت ۱۱۶۵)، چشم‌شناس
- محمد دارمی (۷۹۷، سمرقند –۸۶۹، مسقط)، محقق اسلامی، محدث
- هارون بن موسی (درگذشت ۷۸۶)، دانشمند عربی، اسلام‌شناسی
- هشام کلبی (درگذشت ۸۱۹)، مورخ
- هلیودوروس (سده سوم)، سوفسطایی عرب